# Divize C 2019/2020
V soubojích 55. ročníku České divize C 2019/20 se utkalo 16 týmů dvoukolovým systémem podzim - jaro. Tento ročník odstartoval v sobotu v srpnu 2019 úvodními zápasy 1. kola a měl podle původního rozlosování skončit v červnu 2020.
V dubnu 2020 byly však všechny amatérské soutěže v Česku ukončeny z důvodu pandemie covidu-19. Mezi soutěžemi se nepostupovalo, ani nesestupovalo.

## Nové týmy v sezoně 2019/20
- Z ČFL 2018/19 do Divize C nesestoupilo žádné mužstvo.
- Z krajských přeborů postoupila tato mužstva: SK Poříčany a Sparta Kutná Hora ze Středočeského přeboru, FK Letohrad a FC Hlinsko z Pardubického přeboru.
- Celky TJ Sokol Libiš, SK Polaban Nymburk a Sportovní sdružení Ostrá byly přeřazeny z Divize B.

## Kluby podle krajů
- Královéhradecký (3): TJ Dvůr Králové nad Labem, MFK Trutnov, FK Náchod.
- Pardubický (3): SK Vysoké Mýto, FK Letohrad, FC Hlinsko.
- Liberecký (1): TJ Velké Hamry.
- Středočeský (9): FK Čáslav, FC Horky nad Jizerou, FK Kolín, TJ Sokol Libiš, SK Benátky nad Jizerou, Sportovní sdružení Ostrá, SK Poříčany, SK Polaban Nymburk, a Sparta Kutná Hora.

## Konečná tabulka soutěže
| Poř. | Tým                       | Z  | V  | VP | PP | P  | VG | OG | B  |
| ---- | ------------------------- | -- | -- | -- | -- | -- | -- | -- | -- |
| 1.   | SK Vysoké Mýto            | 16 | 13 | 0  | 1  | 2  | 42 | 16 | 40 |
| 2.   | FK Náchod                 | 16 | 10 | 2  | 3  | 1  | 39 | 13 | 37 |
| 3.   | SK Benátky nad Jizerou    | 16 | 10 | 3  | 0  | 3  | 29 | 16 | 36 |
| 4.   | SK Sparta Kolín           | 16 | 8  | 3  | 0  | 5  | 29 | 18 | 30 |
| 5.   | TJ Velké Hamry            | 16 | 6  | 2  | 3  | 5  | 29 | 22 | 25 |
| 6.   | FC Horky nad Jizerou      | 16 | 8  | 0  | 1  | 7  | 30 | 34 | 25 |
| 7.   | MFK Trutnov               | 16 | 8  | 0  | 0  | 8  | 24 | 35 | 24 |
| 8.   | FC Hlinsko (N)            | 16 | 6  | 2  | 1  | 7  | 27 | 24 | 23 |
| 9.   | SS Ostrá**                | 16 | 7  | 0  | 2  | 7  | 25 | 21 | 23 |
| 10.  | FK Letohrad (N)           | 16 | 6  | 1  | 3  | 6  | 24 | 24 | 23 |
| 11.  | FK Čáslav                 | 16 | 5  | 3  | 2  | 6  | 26 | 31 | 23 |
| 12.  | TJ Dvůr Králové nad Labem | 16 | 6  | 2  | 1  | 7  | 33 | 28 | 23 |
| 13.  | TJ Sokol Libiš            | 16 | 5  | 0  | 1  | 10 | 22 | 30 | 16 |
| 14.  | Sparta Kutná Hora (N)     | 16 | 4  | 0  | 3  | 9  | 16 | 32 | 15 |
| 15.  | SK Poříčany (N)           | 16 | 3  | 1  | 0  | 12 | 19 | 41 | 11 |
| 16.  | SK Polaban Nymburk        | 16 | 2  | 2  | 0  | 12 | 12 | 41 | 10 |

Poznámky:
- Z = Odehrané zápasy; V = Vítězství; R = Remízy; P = Prohry; VG = Vstřelené góly; OG = Obdržené góly; B = Body, (S) = Mužstvo sestoupivší z vyšší soutěže; (N) = Mužstvo postoupivší z nižší soutěže (nováček)

**= tým SS Ostrá nepodal přihlášku pro další ročník a přihlásil se do I.B třídy Středočeského kraje. Jeho místo v Divizi C 2020/21 zaujal tým SK Kosmonosy.
|  | Postup do ČFL                           |
|  | Sestup do příslušného krajského přeboru |